# 天白信仰
天白信仰（てんぱくしんこう）は、本州のほぼ東半分にみられる民間信仰である。その分布は長野県・静岡県を中心とし、三重県の南勢・志摩地方を南限、岩手県を北限として広がっている。
信仰の対象・内容が星神・水神・安産祈願など多岐にわたることから様々な研究・解釈が行なわれたが、1980年ころから伊勢土着の麻積氏の祖神天白羽神（あめのしらはのかみ、長白羽神の別名）に起源を求める説が紹介されることが多くなった。

## 研究史
三渡俊一郎は天白に関する最古の研究は江戸時代に始まるといい、谷川士清がまとめた国語辞典『和訓の栞』での「伊勢国の諸社に天白大明神というもの多し。何神なるかを知るべからず。恐らくは修験宗に天獏あり。是なるべし」と、『張州府志』での大矢村（現愛知県稲沢市大矢町）の手白明神祠に関する「或日手白作天白、祀太白星、大方天真画相近訛耳」を近い時期の研究として紹介し、後者を「天白を太白星と考えていたようである」としている。1862年 に中村高平は『駿河志料』に「高平按に、天一神（天一星）、太白神（太白星）此神二神を祭れるならん」と記し、御巫清直は『伊勢式内神社検録』で天一と太白の合祭による略称であるとしたという。
明治末期の1909年（明治41年）、のちに民俗学の祖と呼ばれる柳田國男が『山民の生活』で天白を取り上げ、翌1910年（明治42年）には『石神問答』でも天白に言及した。そこでは古い神であることは疑いがないが過去の天一太白の合成などの説は「憶測の説多し」として退け「風の神」である可能性を指摘し、のちの研究者に注目されることになる。1926年には愛知県岡崎市で『岡崎市史』が発行され、修験道から出た風水除の神と推察された。
太平洋戦争が終結し数年経ったころから天白に関する研究が徐々に進むようになった。柳田國男に師事した堀田吉雄は1951年から 1964年にかけて『天白神序説』・『大天白考』・『天白新考』を著し、最終的に決め手は何もないとしながら中国由来の天一太白の合成と考えるのが自然とした。滋賀県から埼玉県の郷土史研究家の協力を得た今井野菊は1971年に『大天白神』に各地の天白社の分布をまとめ、天白信仰は水稲農耕以前、縄文時代まで遡るとした。『大天白神』では今井以外の論考も掲載され、愛知県の鈴木和雄は風水害を受けている場所に限られるとした『岡崎市史』に反論、埼玉県の茂木六郎はラマ教の性神としての「大天白」の信仰を指摘、岐阜県の田中静夫は「天白波神（天白羽神）を祀った」とした。
この今井らの研究を受けた山田宗睦は三重・愛知・長野・静岡・山梨の5県を重点的に調査した。その結果は1977年に中日新聞に『天白紀行』と題して連載され、「天白の起原を天ノ白羽に求める」とされた。

## 天白神に関連する地名

### 愛知県
- 天白川 - 日進市・名古屋市を主に流れる河川。下流域に天白神が祀られていたことに由来する。
- 天白区 - 名古屋市の行政区。天白川に由来する。
- 天白村 - 現在の名古屋市。天白川に由来する。
- 天白川 - 東浦町を流れる小川の俗称[6]。
- 天白町 - 岡崎市の町名。天白神が祀られていたことに由来する。
- 天白川 - 田原市を流れる河川。

### 三重県
- 天白川 - 四日市市を流れる河川。
- 天白村 - 現在の松阪市。